# Jonathan Schmid
Jonathan Schmid (Estrasburgo, 22 de junho de 1990) é um futebolista profissional francês que atua como meia.

## Carreira
Jonathan Schmid começou a carreira no Freiburg.